# Bananenvla
Bananenvla is een zuiveltoetje dat in Nederland commercieel verkrijgbaar is. Door vla aan te vullen met een bananenextract krijgt de vla de geur van de vrucht en daarmee smaakt de vla ook naar banaan, zonder dat de vrucht aanwezig is in de vla. Naast gewone bananenvla is er ook bolino-vla met bananensmaak, deze bevat kleine ronde chocoladebolletjes. 